# Wake Me Up When September Ends
Wake Me Up When September Ends är en låt av gruppen Green Day som utöver att ha släppts som singel är spår 11 på skivan American Idiot.